# オルデンブルク大公国邦有鉄道

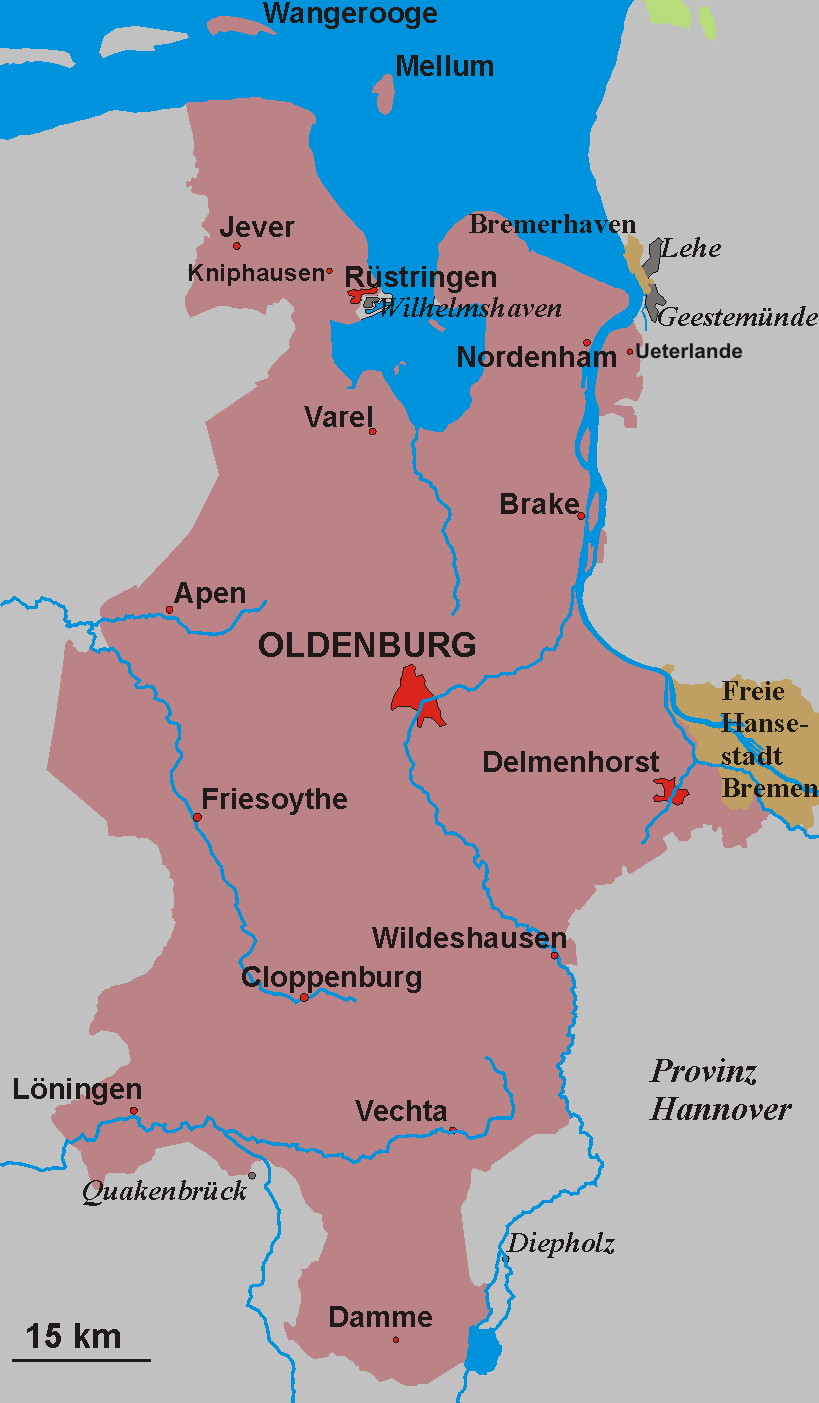
オルデンブルク大公国（本土）の地図

オルデンブルク大公国邦有鉄道（オルデンブルクたいこうこくほうゆうてつどう、Großherzoglich Oldenburgische Staatseisenbahnen）は、ドイツ帝国北西部（現在のドイツ・ニーダーザクセン州）に所在していた帝国構成国のひとつ、オルデンブルク大公国の国有鉄道会社である。
ドイツの諸邦と比較して、オルデンブルクの最初の鉄道線は比較的遅く開通した。この人口密度が低く経済的にも貧しい地域では、長い間鉄道の建設は資本面からみて持続不可能であった。これに加えて、隣接するハノーファー王国やプロイセン王国による鉄道計画も長い間実現を見ることはなかった。
最終的に1864年になってプロイセンとオルデンブルクの間で、ブレーメン-オルデンブルク線の建設に関する条約に合意した。同時にプロイセンはヘッペン（後にヴィルヘルムスハーフェンの一部となる）とオルデンブルクを結ぶヴィルヘルムスハーフェン-オルデンブルク線の建設に参加することになった。1864年に設立された大公国鉄道委員会 (Großherzogliche Eisenbahnkommission) は1867年4月1日にオルデンブルク大公国鉄道局 (Großherzogliche Eisenbahn-Direktion Oldenburg) となった。
1866年11月17日に、最初の区間としてオルデンブルク-デルメンホルスト間が開通した。1867年7月にはブレーメンまで延長され、同年9月にヘッペンまでの全区間が完成した。
1869年にはブレーメンとオルデンブルクを結ぶ東西路線が、当時プロイセン領であった東フリースラントのレーアまでオルデンブルク-レーア線として延長されてハノーファー西鉄道と接続し、1876年にはレーア-フローニンゲン線によりオランダ鉄道とも接続した。
1871年にはイェファーがザンデ経由で結ばれ、1873年にはブラーケに、1875年にはノルデンハムに鉄道が通じた。また南への重要な路線として、1876年には南部鉄道と呼ばれる、オルデンブルクからクヴァーケンブリュックを経由してレーネ-ライン線上のエファースブルクまでの路線が通じた。
1897年には、イェファーから港町のハーレまでのイェファー-ハーレ線を1888年に開通させていたイェファー-カロリネンジール鉄道を買収した。同時にヴァンゲローゲ島への船の運行が開始され、狭軌のヴァンゲローゲ島鉄道が島に敷設された。
1920年にオルデンブルク大公国邦有鉄道は、新設されたドイツ国営鉄道（ドイツ国鉄）に統合された。オルデンブルクの鉄道職員は、オルデンブルクの鉄道局が廃止になった後は、ハノーファー、ハンブルク、ミュンスター/ウェストファリアのドイツ国鉄の管理局に配置された。1935年にミュンスターにかつてのオルデンブルク出身の職員の記念碑が建てられている。